# Municipio de Troy (condado de Bradford)
El municipio de Troy (en inglés: Troy Township) es un municipio ubicado en el condado de Bradford en el estado estadounidense de Pensilvania. En el año 2000 tenía una población de 1.645 habitantes y una densidad poblacional de 17.4 personas por km².

## Geografía
El municipio de Troy se encuentra ubicado en las coordenadas 41°44′44″N 76°45′59″O / 41.74556, -76.76639.

## Demografía
Según la Oficina del Censo en 2000 los ingresos medios por hogar en la localidad eran de $36,133 y los ingresos medios por familia eran $43,233. Los hombres tenían unos ingresos medios de $27,113 frente a los $21,328 para las mujeres. La renta per cápita para la localidad era de $17,076. Alrededor del 12,2% de la población estaban por debajo del umbral de pobreza.